# Air Ferry
Air Ferry war eine englische Fluggesellschaft mit Sitz am Flughafen Manston.

## Geschichte
Air Ferry wurde 1963 gegründet. Im Februar trafen die ersten Flugzeuge am Heimatflughafen Manston ein, zwei von der  schweizerischen Balair gekaufte Vickers Viking und eine Douglas DC-4 der britischen Starways, mit denen zunächst Besatzungstraining und Streckenerprobungsflüge durchgeführt wurde. Am 30. März 1963 nahm Air Ferry den gewerblichen Flugbetrieb auf.
Hauptstütze des Flugbetriebs war ein größeres Netz von Flügen für Inclusive-Tours, die zunächst überwiegend für die Muttergesellschaft Leroy Tours durchgeführt wurden. 
Nach einer erfolgreichen Sommersaison 1963 mit 120.000 Passagieren wurde Air Ferry im Oktober 1964 von der Air Holdings Group übernommen.

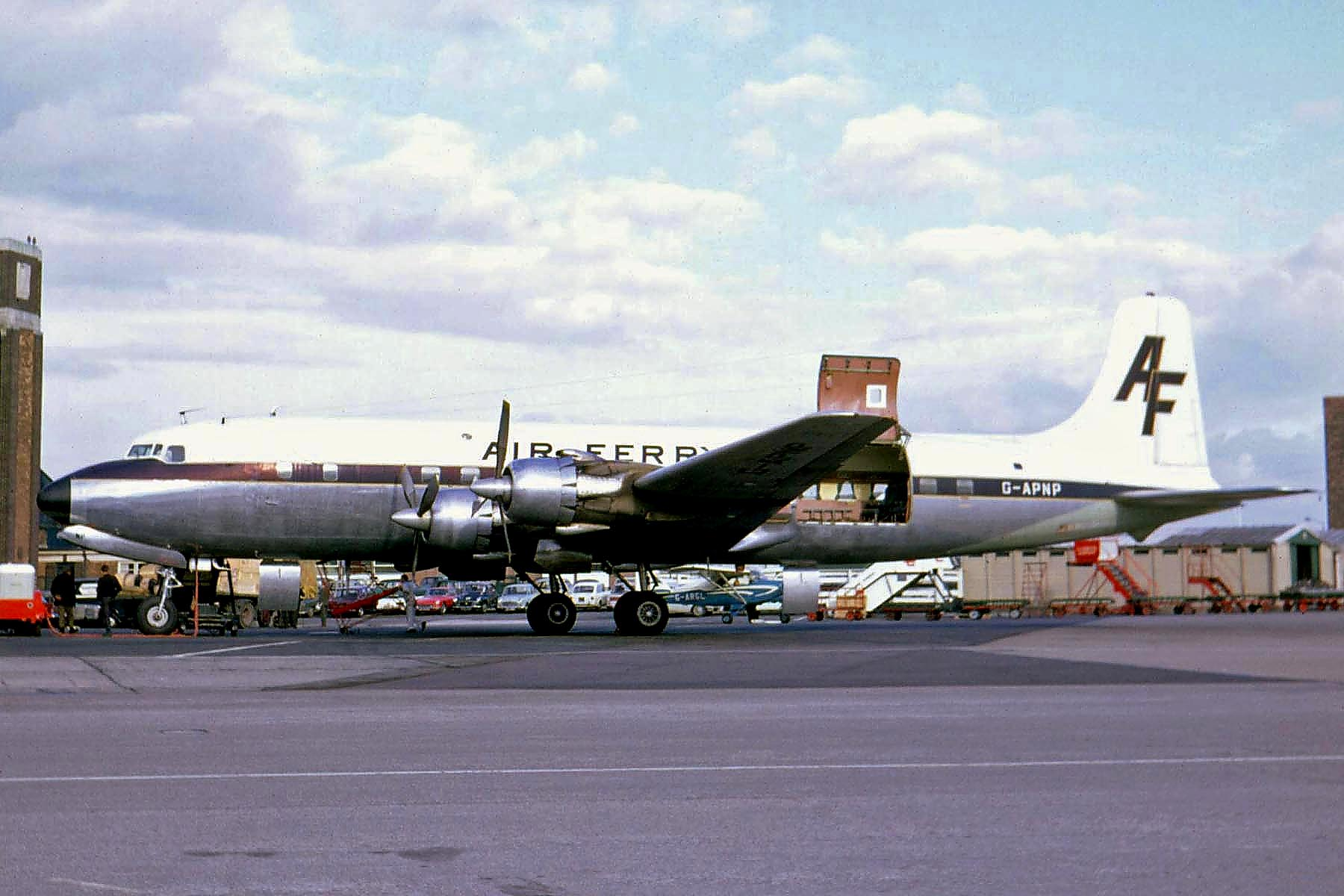
Douglas DC-6 der Air Ferry am Flughafen Liverpool Speke, Oktober 1967

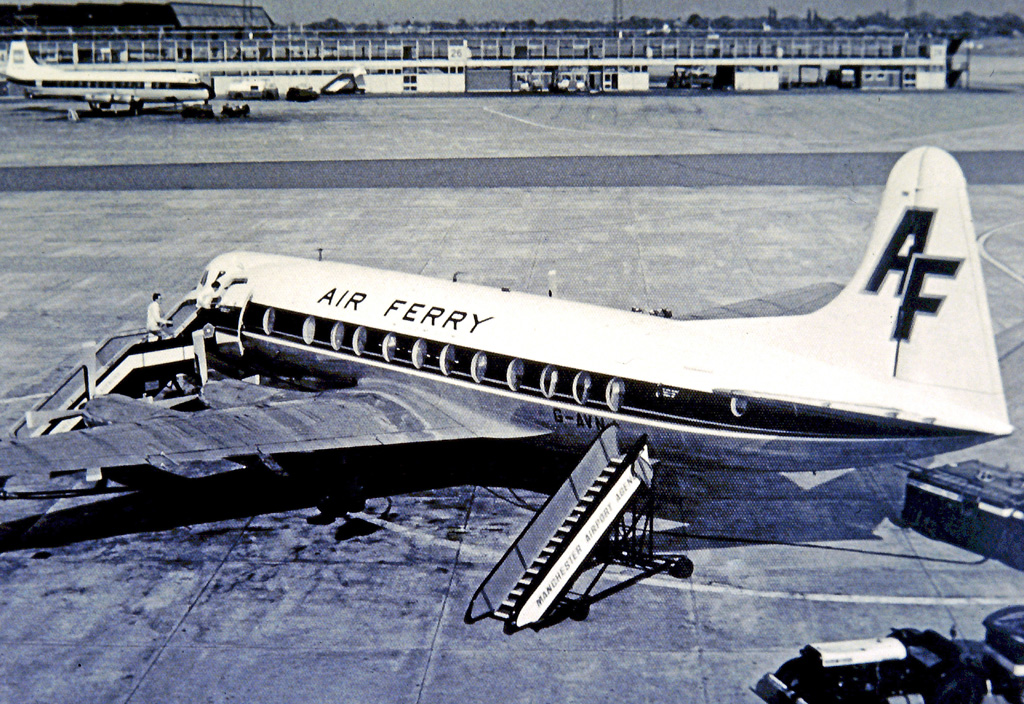
Vickers Viscount 812 der Air Ferry am Flughafen Manchester, Juli 1968

Für den Kraftfahrzeugtransport über die Straße von Dover wurden von 1964 bis zum Frühjahr 1965 auch zwei gemietete Bristol 170 Freighter eingesetzt. Um diese Dienst ausweiten zu können, wurden im Dezember 1965 zwei größere Aviation Traders ATL-98 Carvair gemietet. Allerdings wurden diese, zusammen mit zwei DC-4, umgehend als Frachter zum Transport von Treibstoff und dringend benötigten Gütern nach Sambia eingesetzt, nachdem Südrhodesien am 11. November 1965 einseitig die Unabhängigkeit von Großbritannien erklärt hatte. Die hierfür genutzte Hauptstrecke war die von Daressalam nach Lusaka.
Im Dezember 1965 wurden zwei Langstreckenflugzeuge des Typs Douglas DC-6 von British United Airways gekauft, die sowohl für Passagierflüge als auch für Langstrecken-Frachtflüge genutzt wurden und die einzigen bis zum Betriebsende eingesetzten Flugzeuge waren.
Nachdem es im Jahr 1967 mit zwei DC-4 zu Unfällen mit tödlichem Ausgang gekommen war (siehe unten, Zwischenfälle), musste eine DC-4 von Lloyd International Airways gemietet werden, um die vertraglich vereinbarten Flüge durchführen zu können. 
Da inzwischen die meisten Charterfluggesellschaften ihre alten Kolbenmotor-Flugzeuge durch modernere Jets oder Turbopropflugzeuge ersetzt hatten, mietete Air Ferry im Januar 1968 zwei Turbopropflugzeuge des Typs Vickers Viscount für die Sommersaison 1968 von Channel Airways, um im Bereich der Inclusive-Tours konkurrenzfähig bleiben zu können.
Die Muttergesellschaft Air Holdings gab allerdings bereits während der Sommersaison 1968 bekannt, dass der Flugbetrieb zu deren Ende eingestellt werde. Am 31. Oktober 1968 fand der letzte kommerzielle Flug von Air Ferry statt. Der restliche Flugbetrieb und alle noch ausstehenden Flüge wurden von British United Airways übernommen. Die beiden letzten  Flugzeuge, zwei DC-6, wurden im Januar durch die schweizerische Balair mit den Luftfahrzeugkennzeichen HB-IBS und HB-IBT erworben. Sie wurden zu Vollfrachtern umgerüstet und im Auftrag des Internationalen Roten Kreuzes im Biafra-Krieg eingesetzt. Dabei verunglückte die HB-IBT (die frühere G-APNP der Air Ferry) mit 10 Tonnen Lebensmitteln am 7. Mai 1969 im nächtlichen Anflug auf den unbeleuchteten Landeplatz Uli.

## Flugziele
Schon im Sommer 1963 wurden zahlreiche Ziele für Inclusive-Tours angeflogen, hauptsächlich in die Mittelmeerländer Italien, Spanien und Frankreich. Aber auch Städte in Belgien, Luxemburg, Dänemark, der Schweiz und den Niederlanden standen auf dem Flugprogramm, ebenso wie die Kanarischen Inseln.
Ab 1964 wurden außer den Charterflügen vom Heimatflughafen Manston ausgehend auch Linienflüge über die Straße von Dover zu den Flughäfen Le Touquet und Calais (Frankreich) sowie Ostende (Belgien) angeboten.
Im Auftrag von British European Airways sowie Lufthansa führte Air Ferry auch Linien-Frachtflüge mit DC-4 nach  Frankfurt, Düsseldorf und Zürich durch, ausgehend von Manchester und London. Nach dem Unfall einer DC-4 bei Frankfurt wurden diese allerdings eingeschränkt.
Im Jahr 1968 waren als britische Abflugorte zu Manston noch Manchester, Newcastle, Southend und Gatwick hinzugekommen.

## Flotte

### Flotte bei Betriebseinstellung
- 2 × Douglas DC-6

### Zuvor eingesetzte Flugzeuge
- 2 × Aviation Traders ATL-98 Carvair, gemietet von British United Air Ferries (BUAF)
- 2 × Bristol 170 Freighter, je 1 gemietet von British United Air Ferries (BUAF) und Handley Page
- 4 × Douglas DC-4/C-54
- 5 × Vickers Viking
- 2 × Vickers Viscount, gemietet von Channel Airways

## Zwischenfälle

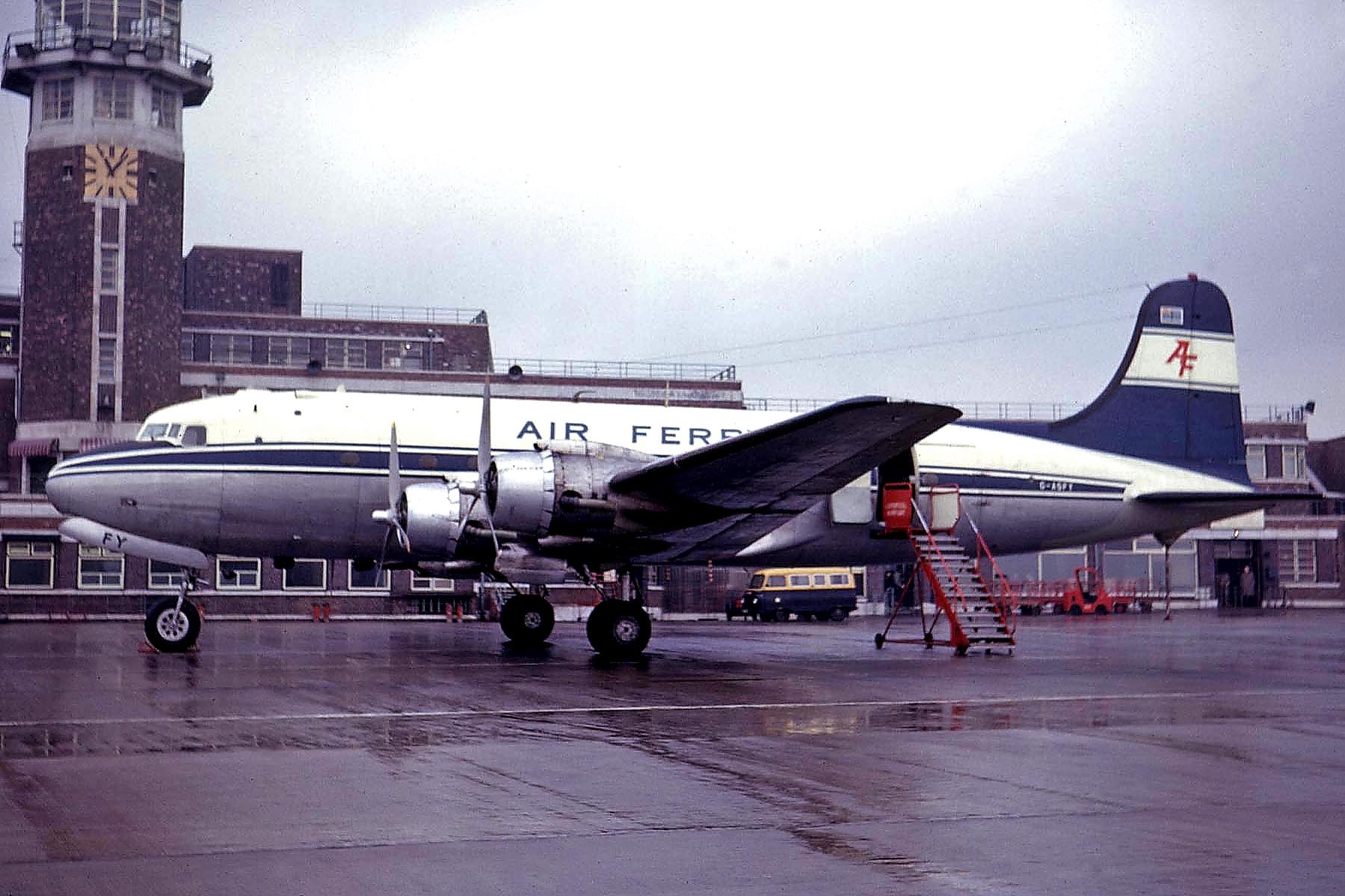
Eine mit den beiden 1967 verunglückten baugleiche Douglas DC-4 der Air Ferry am Flughafen Liverpool Speke, Februar 1968

- Am 21. Januar 1967 wurde eine Douglas DC-4/C-54A der Air Ferry (Luftfahrzeugkennzeichen G-ASOG) im Anflug auf den Flughafen Frankfurt rund 2700 Meter vor der Landebahn in den Wald geflogen. Die Maschine kam als Frachtflug im Auftrag von Lufthansa und British European Airways vom Flughafen Manchester. Die beiden Piloten wurden getötet. Als Hauptursachen für den Verlust der Höhenorientierung der Piloten wurden eine falsche Einstellung der Höhenmesser sowie die zeitlich falsche Nutzung der Checkliste ermittelt (siehe auch British-European-Airways-Flug 200).[11][4][2][12]

- Am 3. Juni 1967 kollidierte eine Douglas DC-4/C-54A der Air Ferry (G-APYK) im Anflug auf den Flughafen Perpignan in knapp 1200 Meter Höhe mit dem Mont Canigou, rund 40 Kilometer südwestlich des Zielflughafens. Die vollbesetzte Maschine kam als Charterflug vom Flughafen Manston. Alle 88 Menschen an Bord wurden getötet (5 Besatzungsmitglieder und 83 Passagiere). Es handelt sich um den Unfall einer DC-4 mit den meisten Todesopfern. Als beitragende Ursachen für den Orientierungsverlust der Piloten wurden eine Kohlenmonoxyd-Vergiftung sowie schlechte Sprachkenntnisse der Flugsicherung in Perpignan ermittelt (siehe auch Flugunfall der Douglas DC-4 G-APYK der Air Ferry).[13][4][2][14]